# Kole
Kole Weathers es una superheroína ficticia de DC Comics. Es una miembro de Los Jóvenes Titanes.

## Historia
El profesor Abel Weathers, paranoico por un holocausto nuclear inminente, estaba tratando de encontrar una manera para que la humanidad sobreviviera a las consecuencias a través de la evolución forzada. Uno de los sujetos de prueba en sus experimentos fue su hija de 16 años, Kole, a quien injertó con cristal y prometio (una versión ficticia del elemento del mundo real prometio). En lugar de evolucionar para sobrevivir a una lluvia radiactiva como pretendía su padre, Kole se encontró con la capacidad de crear y controlar cristales de silicio puro a voluntad.
Kole fue luego secuestrada por la Titan del sol loco, Tea. Durante dos años, Tea obligó a Kole a usar sus poderes para construir una prisión de cristal en la que Tea pudiera tener prisioneros importantes. Tea finalmente entró en conflicto con los Jóvenes Titanes, lo que finalmente condujo a la muerte de la diosa y a Kole a ganar su libertad. Lilith, miembro de los Titanes con precognición limitada, sintió las "nubes oscuras de destrucción" alrededor de Kole y le advirtió que enfrentaría un "futuro sombrío" si regresaba a la Tierra y la invitó a permanecer en el Olimpo. Kole se negó, eligiendo recuperar su vida en la Tierra. Ahora de regreso en la Tierra, Kole trató de reunirse con sus padres, solo para descubrir que los experimentos de su padre habían producido una casa llena de monstruosidades cristalinas e insectoides. Cuando los titanes vinieron a confrontarlo, los hizo capturar e intentó someterlos a los mismos experimentos. Kole los ayudó a escapar y, en el conflicto que siguió, el laboratorio se autodestruyó. Abel, su esposa Marilyn y el resto de sus sujetos de prueba emergieron de los escombros, transformados en formas de insectos que les permitirían sobrevivir a un holocausto nuclear. Al no tener otro lugar a donde ir, Kole decidió ir con los Titanes a la ciudad de Nueva York. Aunque nunca se unió "oficialmente" al grupo, algunos miembros la consideraban una Titán (como se evidencia más adelante en historias como The Secret Origins of the Teen Titans en el que Dick Grayson lamenta cómo Kole fue un "Titán por tan poco tiempo").
Al carecer de una casa propia, Kole vivía con Adeline y Joseph Wilson. Como resultado de esto, Kole desarrolló una amistad inmediata con Jericho. Estaba profundamente molesta cuando Jericho junto con algunos otros titanes fueron a una misión al espacio profundo, pero no pudieron acompañar a Jericho de quien se había enamorado. Poco después de esto, en las páginas de Crisis on Infinite Earths, Kole intentó salvar a Robin y Cazadora de Tierra-2 de los demonios de las sombras del Anti-Monitor. Ella falló, y aparentemente los tres fueron asesinados, sus cuerpos nunca fueron encontrados.
En la historia de Animal Man de Grant Morrison "Deus Ex Machina", Psico-Pirata, mientras estaba en Asilo Arkham, recreó personajes eliminados de la continuidad. Kole (o una versión pre-crisis de ella) fue una de ellas. Kole aparece como lo hizo originalmente. Presuntamente, este personaje desapareció cuando terminó el episodio de locura de Psico-Pirata, junto con sus colegas.
Apareció en Team Titans # 8-12, lo que implicaba en ese momento que era una especie de fantasma. Más tarde, en el n.° 24, después de un año de no aparecer, se la mostró en la guarida de Monarch, lo que implica que era una de sus marionetas y se eliminó de la continuidad.
Años más tarde, durante el evento Crisis Infinita, Kole resucitó brevemente y se colocó bajo el control de Hermano Sangre, quien la obligó a luchar contra la nueva encarnación de Jóvenes Titanes. Fue derrotada y regresó a la tumba junto con los otros titanes no muertos.
Kole resurgiría brevemente un año después cuando Kid Eternity la convocó desde el más allá para ayudar a localizar el alma de la tía Marla de Kid Devil. Después de que Kid Devil le dice a Kole que había leído sobre ella en los archivos de los Titanes y piensa que es genial, ella expresa su gratitud y dice que desearía que él hubiera sido miembro del equipo mientras ella aún estaba viva. Luego regresa a su lugar de descanso, dejando que los dos héroes continúen solos.

## Poderes y Habilidades
Kole tiene el poder de "girar" el cristal, que es crear cristal de silicio en masas independientes, desde una "escultura de cristal hasta un tobogán de seguridad". Se sabe que encierra a las personas en cristal, inmovilizándolas efectivamente. No está claro qué sucede con el cristal que ella hace girar; nunca se ha establecido si finalmente se rompe o permanece en existencia (una vez hizo girar un puente de cristal para transportarse a ella y a Jericho desde Manhattan a la Torre Titan  en el Río Este; lo que sucedió con ese puente está sujeto a debate).
Kole también tiene la capacidad de volar, pero no está claro si esto también proviene de los experimentos que le dieron poderes o si se le otorgó durante su mandato como esclava de Tea. Más adelante en los cómics de Teen Titans, se ve a Kole transportándose en una alfombra de cristal. Solo una vez se ha visto a Kole moviéndose a través del cristal (o al menos el cristal que ella misma hizo girar).

## Versiones alternativas

### Tierra Uno
En Teen Titans: Earth One, Kole es uno de los niños a los que se les otorgan poderes del Proyecto Titans encabezado por Niles Caulder. Junto a Wally West y Cassie Sandsmark, es una de las primeras Titanes en trabajar para Caulder, incluso considerándolo un padre. Después de una lucha con los otros niños experimentados, Vic Stone, Tara Markov, Gar Logan, Tempest, Raven, un arrepentido Deathstroke y la alienígena Starfire, Kole se vuelve contra Caulder. En esta versión, ella es asiática y está muy implícito que comienza a salir con Gar al final del volumen 2.

### Convergencia
Kole aparece como una Joven Titan en Convergence. Su equipo lucha contra la Doom Patrol de Tangent Universe. Al final, los equipos deciden trabajar juntos y los Jóvenes Titanes regresan a su propio universo.

## En otros medios

### Televisión
Una Kole adolescente aparece en Los Jóvenes Titanes, con la voz de Tara Strong. Esta versión puede transformar todo su cuerpo en cristal duradero, lo que le permite absorber y reflejar energía, así como ser empuñada como arma por su compañero Gnarrk, con quien vive en una gran caverna ártica poblada de criaturas prehistóricas. Después de convertirse en Jóvenes Titanes honorarios, Kole y Gnarrk los ayudan a derrotar a la Hermandad del Mal.

### Varios
También aparece en la serie de cómics Teen Titans Go!. En el número 32, Gnaark, junto con varios otros Titanes, son secuestrados y obligados a participar en combates en la arena contra la H.I.V.E. y otros villanos para la diversión de sus espectadores. Kole y otros titanes intentan un rescate, sólo para terminar siendo capturados y obligados a luchar también. Por suerte, los Titanes restantes averiguan donde ocurren las peleas para detenerlos y rescatarlos.